# Daiquirí (banda)
Daiquirí fue un grupo musical venezolano, que fusionó ritmos de música tropical con el dance pop de los años 80.

## Historia
Daiquirí es un grupo fundado en 1981, en Caracas, Venezuela, que forma parte de la historia musical de ese país en la década de los ochenta. Formado y liderizado por Alberto Slezynger, quien venía ya de integrar en la agrupación de fusión de rock y música latina "Sietecuero", junto con los hermanos Evio Di Marzo y Yordano Di Marzo. La mayoría de sus otros integrantes formaba parte del grupo de músicos venezolanos que viajaron a la ciudad de Boston en los Estados Unidos, en la década de los 70, a estudiar música en el Berklee College of Music, y/o que tenían ya trayectoria como músicos de sesión.
El género de esta agrupación fue la música tropical latina, con ciertas variantes del sonido tradicional bailable para la época, como la inclusión de la guitarra eléctrica y la batería, y la sustitución del uso tradicional de la sección de metales, por teclados sintetizadores. Su sonido particular les valió la adjudicación del "Ritmo Daiquirí" o "Sonido Daiquirí", como distinción del resto de exponentes de los géneros latino/caribeños.
En la madrugada del primero de enero de 1988, tras una celebración en un local nocturno de Caracas, muere Danilo Aponte (bajista) en un aparatoso accidente de tránsito. Aponte, para el momento, militaba, a la par de Daiquirí, en un proyecto paralelo con otros dos músicos de la banda (Silvano Monasterios y Gustavo Calle), llamado "Le Cardiú Jazz Trío".Posterior a la muerte de Aponte, Daiquirí incorpora a Rafael "Rafucho" Figliolo como bajista de la banda. 
En 2004, Slezynger organizó una serie de conciertos en Miami, en los que se interpretaron clásicos como “Puro deseo de amar”, “Chamito Candela”, “Agua que no has de beber”, “Un día en el béisbol (Cervecero)”, “Morir de amor”, “Caso perdido” y “Caribe soy”.
Tras un periodo de inactividad, el grupo regresó al estudio para producir su álbum "Esa morena", el cual fue lanzado en 2015. Este álbum, compuesto por doce canciones, fusiona ritmos latinos y tropicales, reflejando el estilo característico de la banda. Fue nominado en la categoría de Mejor Álbum de Fusión Tropical para la 16ª edición de los Premios Grammy Latinos, celebrada el 19 de noviembre de 2015 en Las Vegas. En dicha categoría,  compitió contra "Radio Universo", de Chino & Nacho; "El Mismo", de ChocQuibTown (que resultó ganador) "The King is Back", de Juan Magan; y "El Día Que Vuelva", de Jorge Villamizar.